# 第17回英国インディペンデント映画賞
第17回英国インディペンデント映画賞は2014年のイギリスのインディペンデント映画を対象としたもので、2014年11月3日にノミネーションが発表された。なお、受賞者は同年12月7日に発表された。

## 受賞・ノミネート
太字が受賞

### 作品賞
- 『パレードへようこそ』
  - 『ある神父の希望と絶望の7日間』
  - 『ターナー、光に愛を求めて』
  - 『ベルファスト71』
  - 『イミテーション・ゲーム/エニグマと天才数学者の秘密』

### 監督賞
- ヤン・ドマンジュ - 『ベルファスト71』
  - レニー・アブラハムソン - 『FRANK -フランク-』
  - マシュー・ワーカス - 『パレードへようこそ』
  - ジョン・マイケル・マクドナー - 『ある神父の希望と絶望の7日間』
  - マイク・リー - 『ターナー、光に愛を求めて』

### 主演男優賞
- ブレンダン・グリーソン - 『ある神父の希望と絶望の7日間』
  - ティモシー・スポール - 『ターナー、光に愛を求めて』
  - ジャック・オコンネル - 『ベルファスト71』
  - エイサ・バターフィールド - 『僕と世界の方程式』
  - ベネディクト・カンバーバッチ - 『イミテーション・ゲーム/エニグマと天才数学者の秘密』

### 主演女優賞
- ググ・バサ＝ロー - 『ベル ある伯爵令嬢の恋』
  - チェン・ペイペイ - 『追憶と、踊りながら』
  - キーラ・ナイトレイ - 『イミテーション・ゲーム/エニグマと天才数学者の秘密』
  - サミーナ・ジャビーン・アーメド - 『Catch Me Daddy』
  - アリシア・ヴィキャンデル - 『戦場からのラブレター』

### 助演男優賞
- アンドリュー・スコット - 『パレードへようこそ』
  - マイケル・ファスベンダー - 『FRANK -フランク-』
  - ベン・シュネッツァー - 『パレードへようこそ』
  - レイフ・スポール - 『僕と世界の方程式』
  - ショーン・ハリス - 『ベルファスト71』

### 助演女優賞
- イメルダ・スタウントン - 『パレードへようこそ』
  - シエンナ・ギロリー - 『The Goob』
  - サリー・ホーキンス - 『僕と世界の方程式』
  - マギー・ジレンホール - 『FRANK -フランク-』
  - ドロシー・アトキンソン - 『ターナー、光に愛を求めて』

### 新人監督賞
- イアン・フォーサイス、ジェーン・ポラード - 『ニック・ケイヴ 20,000デイズ・オン・アース』
  - ホン・カウ - 『追憶と、踊りながら』
  - ダニエル・ウルフ、マシュー・ウルフ - 『Catch Me Daddy』
  - ヤン・ドマンジュ - 『ベルファスト71』
  - モーガン・マシューズ - 『僕と世界の方程式』

### 有望新人賞
- サミーナ・ジャビーン・アーメド - 『Catch Me Daddy』
  - ベン・シュネッツァー - 『パレードへようこそ』
  - ググ・バサ＝ロー - 『ベル ある伯爵令嬢の恋』
  - カーラ・デルヴィーニュ - 『天使が消えた街』
  - リアム・ウォルポール - 『The Goob』

### 脚本賞
- ジョン・ロンソン、ピーター・ストローハン - 『FRANK -フランク-』
  - ステファン・ベレズフォード - 『パレードへようこそ』
  - ジョン・マイケル・マクドナー - 『ある神父の希望と絶望の7日間』
  - グラハム・ムーア - 『イミテーション・ゲーム/エニグマと天才数学者の秘密』
  - グレゴリー・バーク - 『ベルファスト71』

### 外国映画賞
- 『6才のボクが、大人になるまで。』 アメリカ合衆国
  - 『ババドック 暗闇の魔物』 オーストラリア
  - 『ブルー・リベンジ』 アメリカ合衆国
  - 『イーダ』 ポーランド
  - 『フルートベール駅で』 アメリカ合衆国

### 芸術業績賞
- 『The Goob』
  - 『ニック・ケイヴ 20,000デイズ・オン・アース』
  - 『追憶と、踊りながら』
  - 『ベルファスト71』
  - 『Catch Me Daddy』

### 技術賞
- 『FRANK -フランク-』
  - 『ターナー、光に愛を求めて』 - 撮影
  - 『ベルファスト71』 - 撮影
  - 『Catch Me Daddy』 - 撮影
  - 『ベルファスト71』 - 編集

### ドキュメンタリー映画賞
- 『ネクスト・ゴール! 世界最弱のサッカー代表チーム0対31からの挑戦』
  - 『ニック・ケイヴ 20,000デイズ・オン・アース』
  - 『ヴィルンガ』
  - 『The Possibilities Are Endless』
  - 『Night Will Fall』

### 英国短編映画賞
- 『The Karman Line』
  - 『Emotional Fusebox』
  - 『Slap』
  - 『Crocodile』
  - 『Keeping Up with the Joneses』

### レインダンス賞
- 『Luna』
  - 『Flim: The Movie』
  - 『Gregor』
  - 『Keeping Rosy』
  - 『The Beat Beneath My Feet』

### 審査員賞
- ジョン・ブアマン

### リチャード・ハリス賞
- エマ・トンプソン

### ヴァラエティ賞
- ベネディクト・カンバーバッチ